# 大仓桥
31°00′27.61″N 121°12′17.38″E / 31.0076694°N 121.2048278°E
大仓桥为位于上海市松江区中山西路仓桥弄南、玉树路东的一座五孔石拱桥，南北向跨老市河，建于明天启六年（1626），原名永丰桥，因桥南原为明清时期松江府漕运仓水次仓（又名大仓或西仓），故俗称大仓桥或西仓桥。桥长50余米，高约8米，宽5米，为松江现存最大的石拱桥，拱券采用纵联分节并列砌筑，桥额刻有“重建永丰桥”五字。因河道变浅变狭，两端两孔下的河道已淤成河岸，其中北端桥孔内存有《华亭仓桥碑记》。
2014年，入选上海市文物保护单位。